# جيرارد ناش
جيرارد ناش (بالإنجليزية: Gerard Nash) (11 يوليو 1986 - ) هو لاعب كرة قدم أيرلندي في مركز الدفاع. لعب مع إيبسويتش تاون.

## وصلات خارجية
- جيرارد ناش على موقع قاعدة بيانات كرة القدم.إي يو (الإنجليزية)
- جيرارد ناش على موقع Soccerbase.com (لاعب) (الإنجليزية)